# Площадь 8 Марта (Минск)
Площадь 8 Марта (бел. плошча 8 Сакавіка) — одна из центральных площадей в Минске, Белоруссия, находящаяся в историческом центре города и являющаяся самой старой площадью Минска. Располагается на выходе из станции метро «Немига».

## История
В XI веке на месте площади находился Минский замок, который положил начало городу Минску.
С XVII—XVIII веков на этом месте располагался Нижний рынок, и до середины XIX века место являлось торговым центром города.
С 1890-х годов в районе площади проходила Александровская линия Минской конки.
В 1928 году рынок был ликвидирован, а на его месте была построена автостанция.
В 1931 году место получило название «площадь 8 Марта» в честь Международного женского дня, до этого сменив 4 названия: Зыбицкая сторона, Старый рынок, Старое место и Нижний рынок.
Множество прилегающих зданий было разрушено во время Второй мировой войны, а также при реконструкции в 1968—1971 гг.
В 1990 году на площади построили выход из станции метро «Немига», поэтому площадь стала полностью пешеходной.
На площади не зарегистрировано ни одного здания.